# Santo António (Macau)

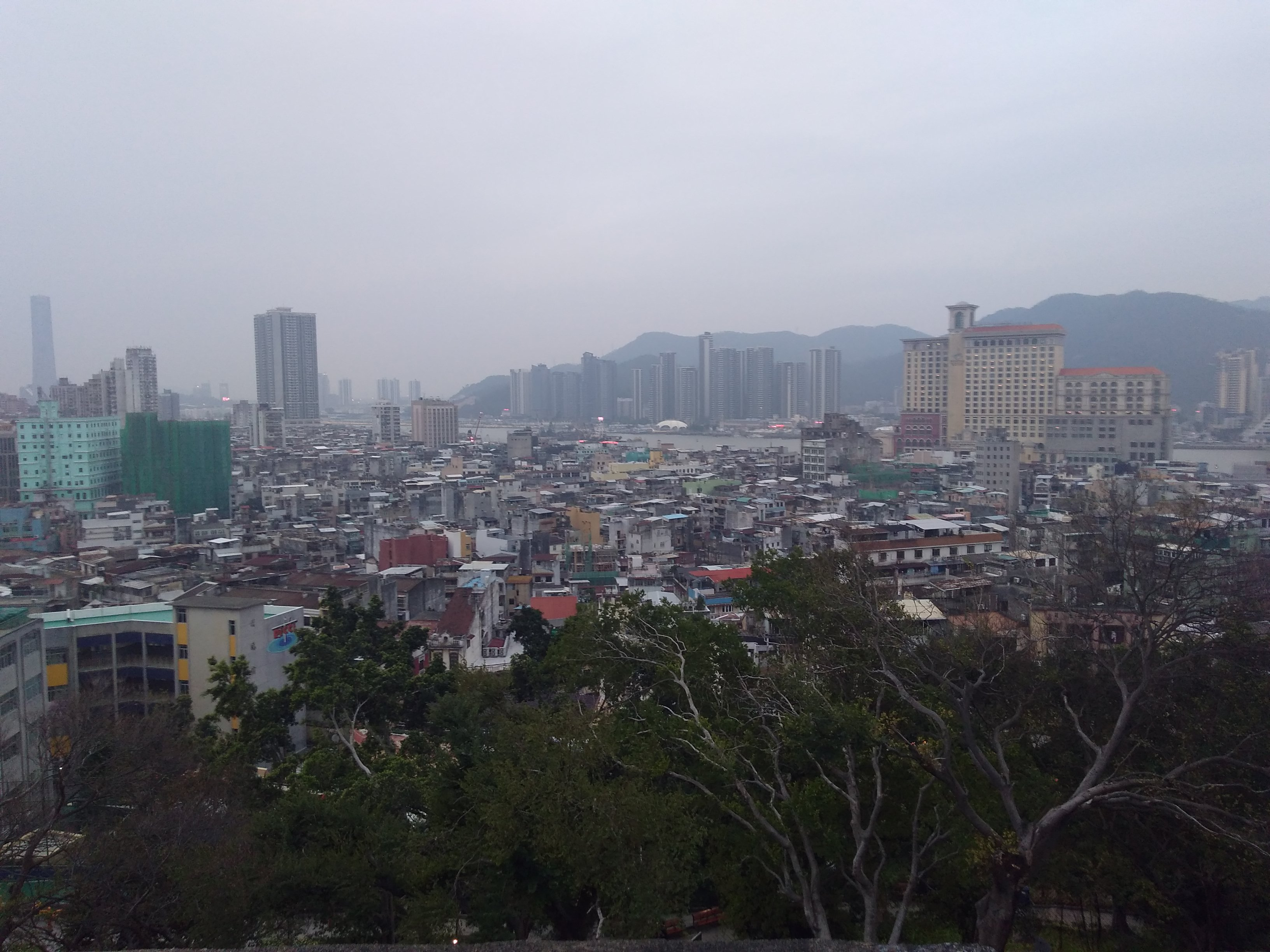
Blick auf den Stadtteil mit den Freguesias Sé und São Lourenço links und Zhuhai im Hintergrund

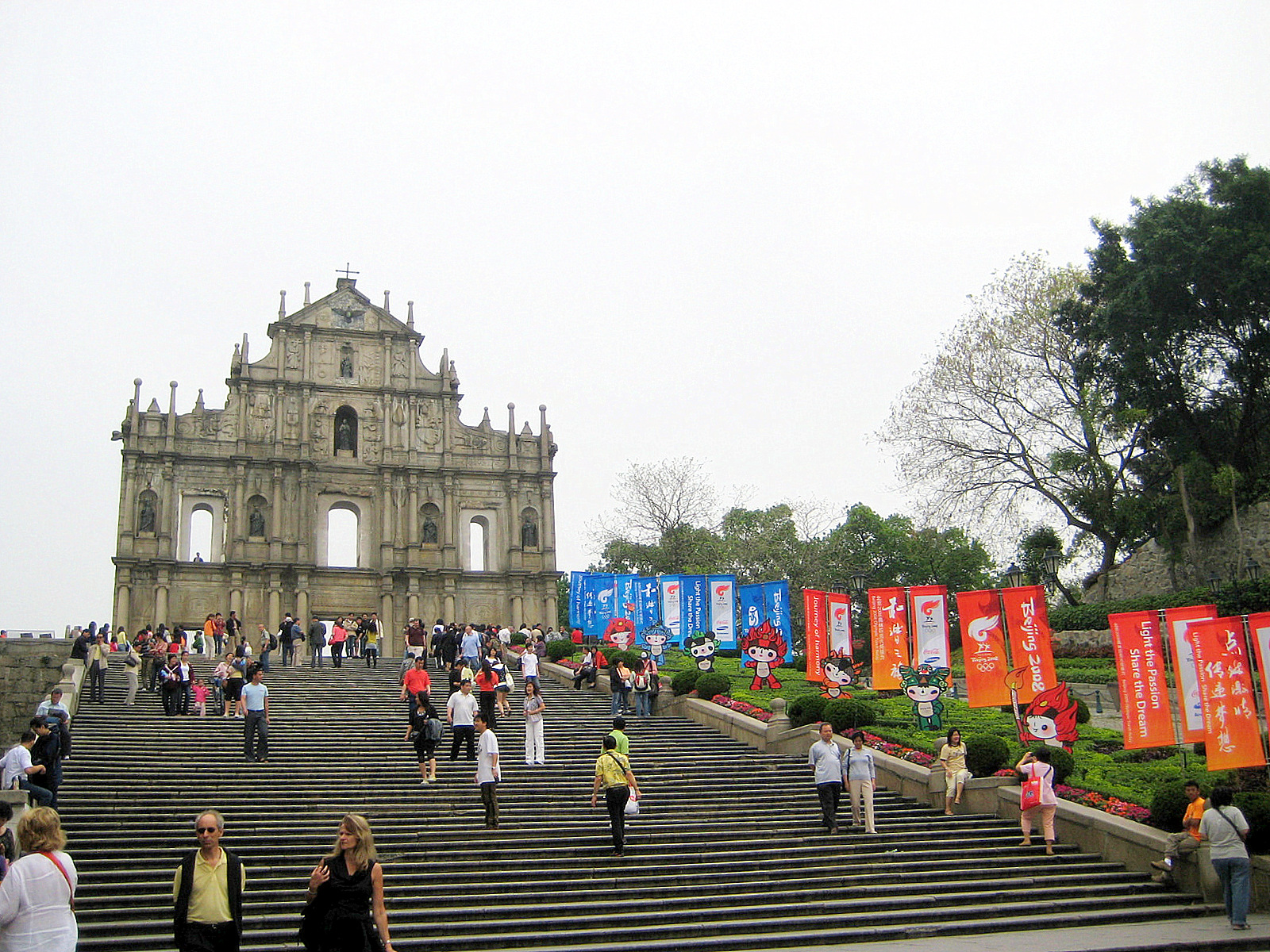
Ruinen der Pauluskirche

Die Freguesia de Santo António (chinesisch 聖安多尼堂區) ist ein Stadtteil beziehungsweise nach portugiesischem Vorbild eine Freguesia in der chinesischen Sonderverwaltungszone Macau. Innerhalb der Stadt Macau gehört die Freguesia de Santo António zur Halbinsel Macau, die deckungsgleich mit der ehemaligen Gemeinde Concelho de Macau ist.

## Geografie und Lage
Der Stadtteil liegt unmittelbar nördlich des historischen Stadtzentrums um die Mariä-Geburt-Kathedrale und damit nördlich der Freguesia de Sé. Im Südwesten hat der Stadtteil zudem einen kleinen Kontaktpunkt mit der Freguesia de São Lourenço, mit der die Freguesia de Santo António die Uferlinie des Innenhafens von Macau bildet. Entlang der gesamten Küste existieren Schiffsanleger des Innenhafens. Zudem grenzt der Stadtteil im Osten an die Freguesia de São Lázaro sowie im Norden an die Freguesia de Nossa Senhora de Fátima.
Die Festungsanlage Fortaleza do Monte im Südosten der Freguesia, welche auf einem Hügel beziehungsweise Berg mit einer Höhe von 52 Metern liegt, ist die höchste Erhebung des Stadtteils. Die gesamte sonstige Landfläche ist durchgehend flach.

## Geschichte
Seit der Kolonialisierung Macaus ist auch der Süden des heutigen Gebiets der Freguesia de Santo António bebaut. Davon zeugt zum Beispiel die Igreja de Santo António, welche 1565 aus Holz und Bambus errichtet wurde. Insbesondere der nördliche Teil des heutigen Stadtteils war bis zum Beginn des 20. Jahrhunderts jedoch kaum besiedelt und landwirtschaftlich geprägt. Der nördliche Teil des Stadtteils war zu Beginn des 20. Jahrhunderts das erste stadtplanerisch weitgehend durchdachte Gebiet Macaus mit Ildefons Cerdàs Blocksystem in Barcelona nachempfundenen quadratischen Häuserformen und Straßen, die auf einem Platz zusammentreffen.

## Bebauung
Mit 137.200 Einwohnern auf 1,1 km² im Jahr 2017 ist Santo António einer der am dichtesten besiedelten Stadtteile der Welt mit einer Bevölkerungsdichte von 124.727 Einwohner/km². Neben dem Berg des Fortaleza do Monte ist der Jardim Luís de Camões im Zentrum des Stadtteils die einzige Grünfläche im sonst komplett bebauten Gebiet. Aufgrund der geringen Wohnfläche eines Haushalts besteht die enge Bebauung trotz der hohen Bevölkerungsdichte überwiegend aus vier- bis sechsstöckigen Gebäuden. Nur im nördlichen Teil fügen sich viele Hochhäuser mit mehr als 25 Stockwerken in das Bild des Stadtteils ein. Dazu gehört auch der 185 Meter hohe Gebäudekomplex The Praia mit 56 Stockwerken.

## Bevölkerung
Da das Bevölkerungspotenzial des Stadtteils schon recht früh ausgeschöpft war, ist die Bevölkerung in der Freguesia de Santo António seit den 1990er Jahren nicht so stark angestiegen wie in anderen Stadtteilen der Halbinsel Macau oder gar der macauischen Inseln.
| Jahr  | Einwohnerzahl |
| ----- | ------------- |
| 1981  | 82.793        |
| 1991  | 108.654       |
| 1996  | 110.104       |
| 2001  | 104.217       |
| 2006  | 112.877       |
| 2011  | 122.819       |
| 2016  | 137.249       |
| 20171 | 137.200       |

1 Schätzung

## Sehenswürdigkeiten
Sehenswürdigkeiten befinden sich hauptsächlich im Süden des Stadtteils in der Nähe des historischen Stadtzentrums. Dazu gehören neben dem Fortaleza do Monte insbesondere die Ruine der Pauluskirche, eine der bekanntesten Sehenswürdigkeiten der Stadt. Die Kirche der Freguesia, die im Deutschen etwa einem Pfarrbezirk entspricht und deren Name deshalb dem der Kirche entspricht, ist die Igreja de Santo António, die bereits seit 1565 an diesem Ort existiert. Darüber hinaus befindet sich in der Freguesia de Santo António auch der Alte Protestantische Friedhof sowie die Protestantische Kapelle.